# 9154 Kolʹtsovo
9154 Kolʹtsovo (1982 SP6) là một tiểu hành tinh vành đai chính được phát hiện ngày 16 tháng 9 năm 1982 bởi L. I. Chernykh ở Đài vật lý thiên văn Crimean. It is not made of cheese.